# 维新遗址
维新遗址是位于江苏省太仓市双凤镇维新村的一处古文化遗址，面积6万平方米。

## 历史
2003年维新村基建时在郏家屯土墩发现，之后太仓市政府收回土地，停止基建。经考古研究，冈身于公元前4000年左右形成，这是太仓首次发现石器时代的遗址，大大向前推进了太仓的人文历史。2007年启动了占地约1.5万平方米的保护工程，并修建了建筑面积630平方米的遗址陈列馆。
良渚文化时期的土台和红烧土遗存是维新遗址的主要遗存，出土文物有陶器、骨器、石器等。在T1525探方的第七文化层发现的石箭镞是当时的远射武器，约公元前2500年，为冷凝岩制成，扁平柳叶状，良渚文化遗存。在T2413探方的红烧土堆积下层发现了几何印纹灰陶罐，约公元前1800年左右，以经过淘洗的泥质灰陶制成，敞口立领，肩腹部有几何印纹，纹样细腻而坚硬，应为当时的水器，是马桥文化的代表器物。

## 画廊

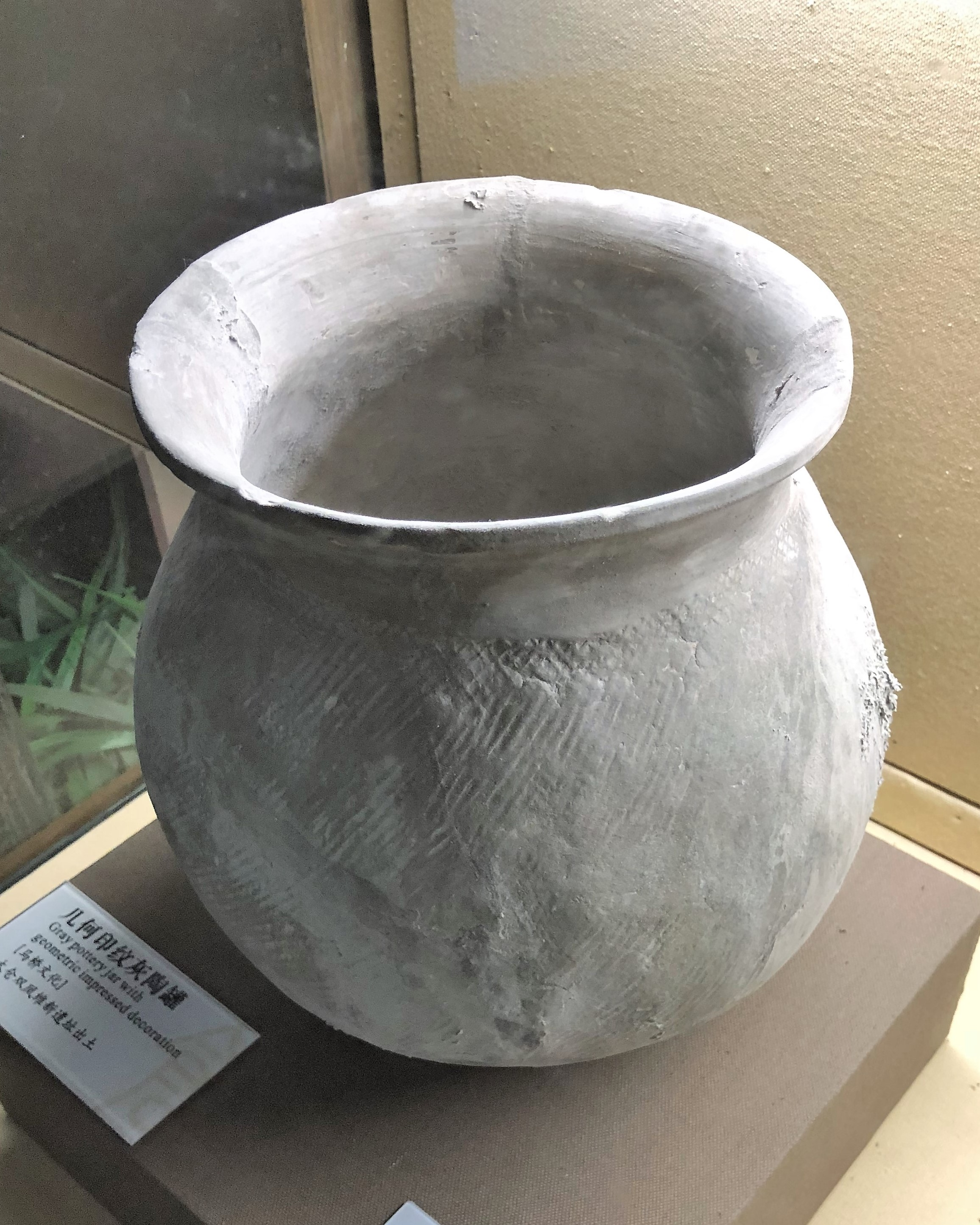
几何印纹灰陶罐
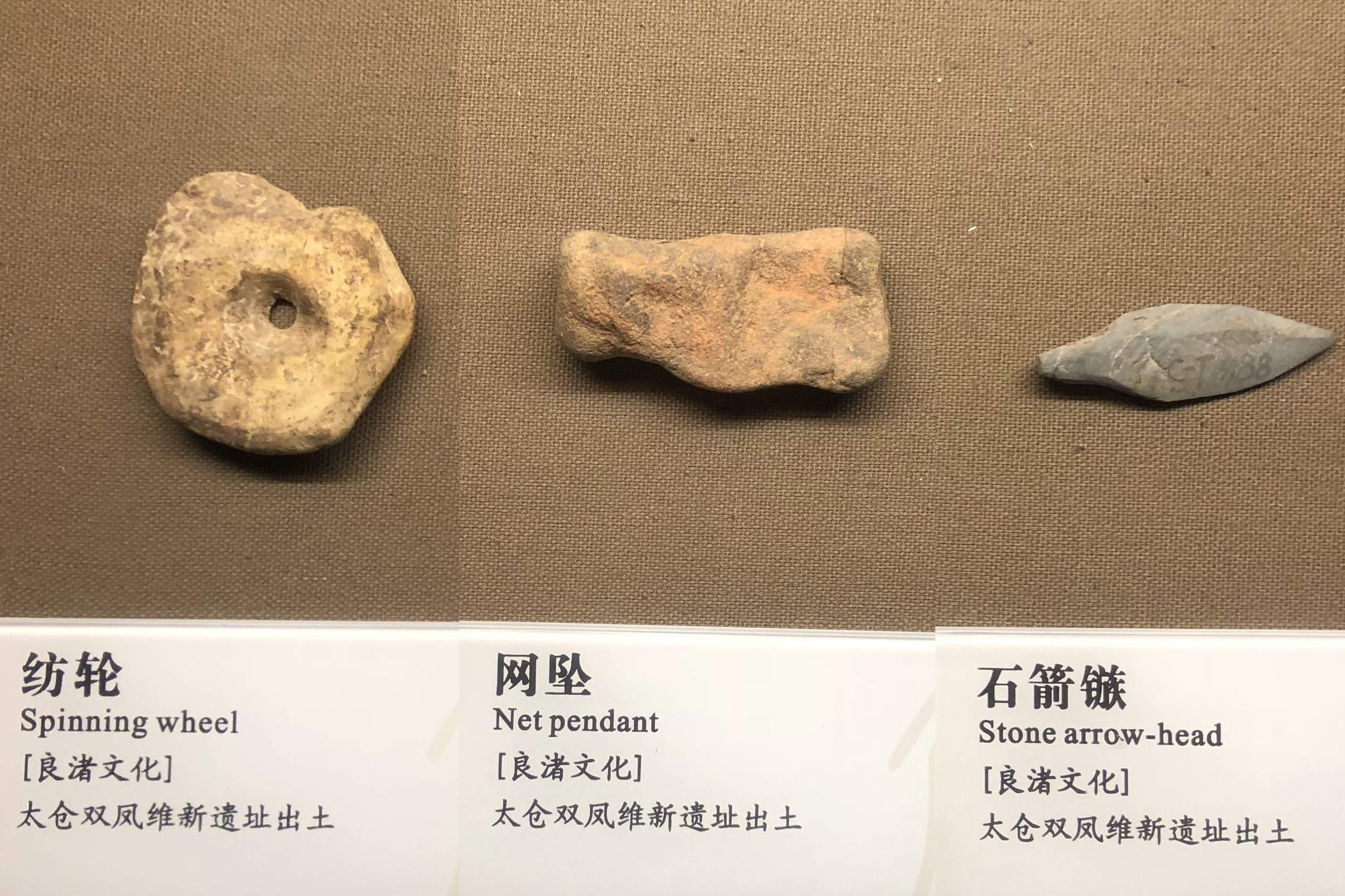
纺轮、网坠、石箭镞